# Žabljak Crnojevića

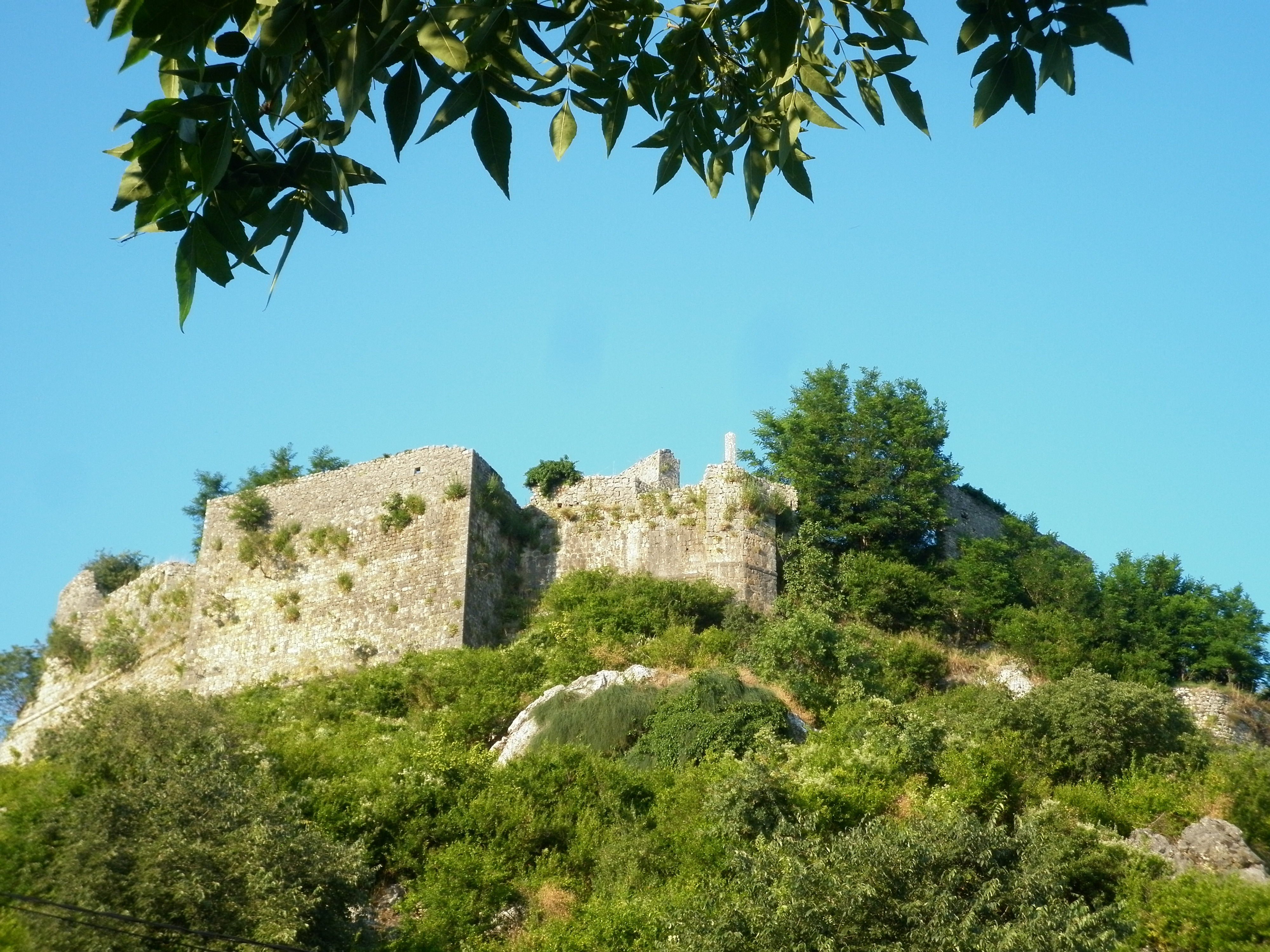
Die Burgruine Žabljak

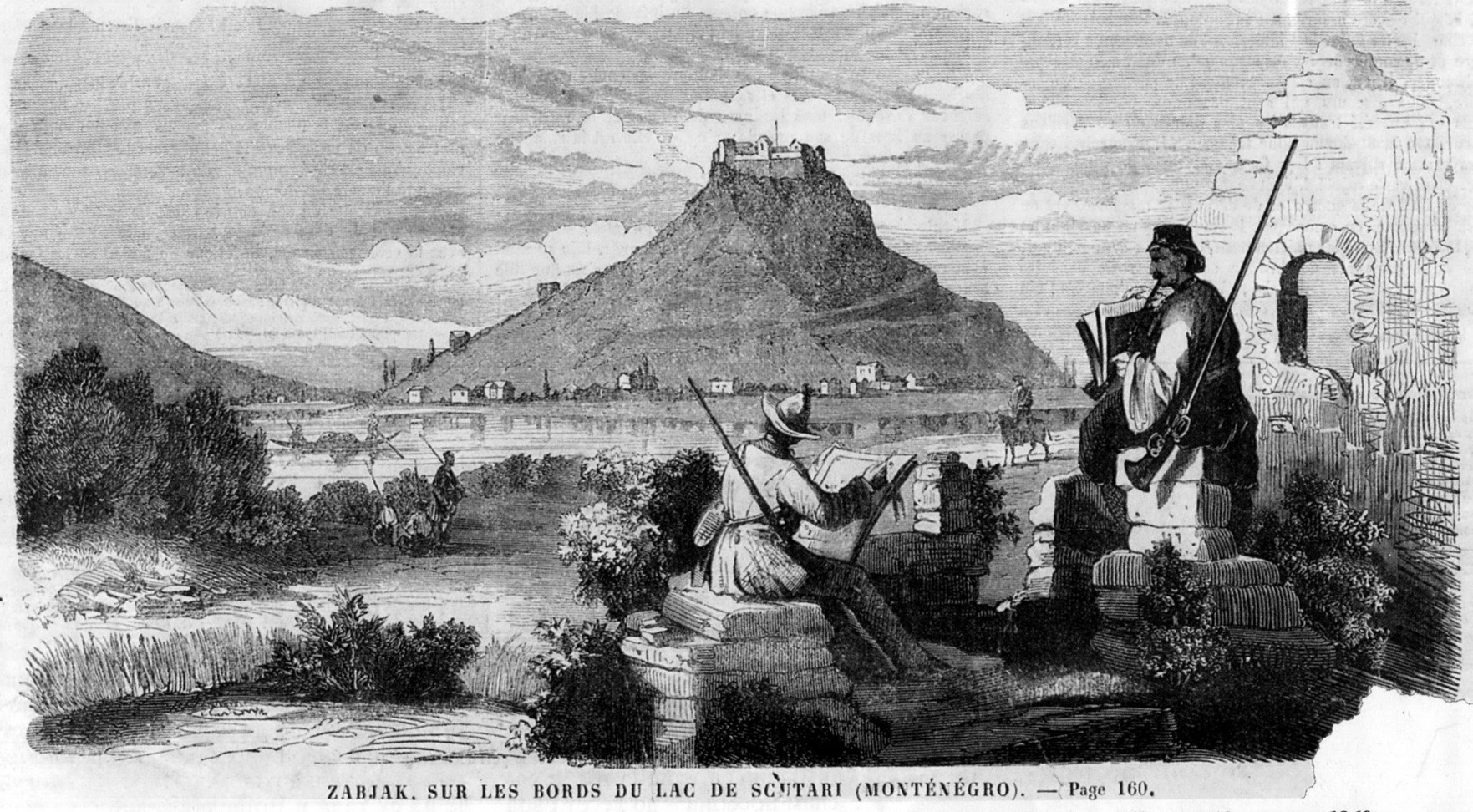
Žabljak um 1860

Žabljak Crnojevića (serbisch auch Скадарски Жабљак, Skadarski Žabljak = Žabljak am Skutarisee) ist eine mittelalterliche Ruinenstätte in Montenegro. Die Burg Žabljak mit ihrer Vorstadt war im 15. Jahrhundert Residenz der montenegrinischen Fürsten aus der Familie Crnojević.

## Lage
Der Ort liegt auf einem von Sumpfland umgebenen Hügel unweit vom nordöstlichen Ufer des Shkodrasees, dort wo der Fluss Morača einmündet. 

## Geschichte
Vermutlich wurde die Burg bereits im 10. Jahrhundert errichtet. Erste schriftliche Nachrichten über Žabljak gibt es aber erst aus dem 15. Jahrhundert. 1479 eroberten die Osmanen die Burg und Fürst Ivan Crnojević verlegte seine Residenz in die Berge, dorthin wo später die Stadt Cetinje entstand. Im Jahr 1878, fast 400 Jahre später, wurde die Gegend um Žabljak vom Osmanischen Reich wieder an Montenegro abgetreten.

## Ortsbild und Sehenswürdigkeiten
Žabljak ist heute weitgehend verlassen. Zu Füßen des Burgbergs gibt es nur eine Hand voll bewohnter Häuser. Sehenswert sind neben den Befestigungswerken der Palast des Fürsten Ivan und die St. Georgskirche.